# Nageia fleuryi
Nageia fleuryi é uma espécie de conífera da família Podocarpaceae.
Pode ser encontrada nos seguintes países: Camboja, China, Laos e Vietname.